# Kloster Ballindoon

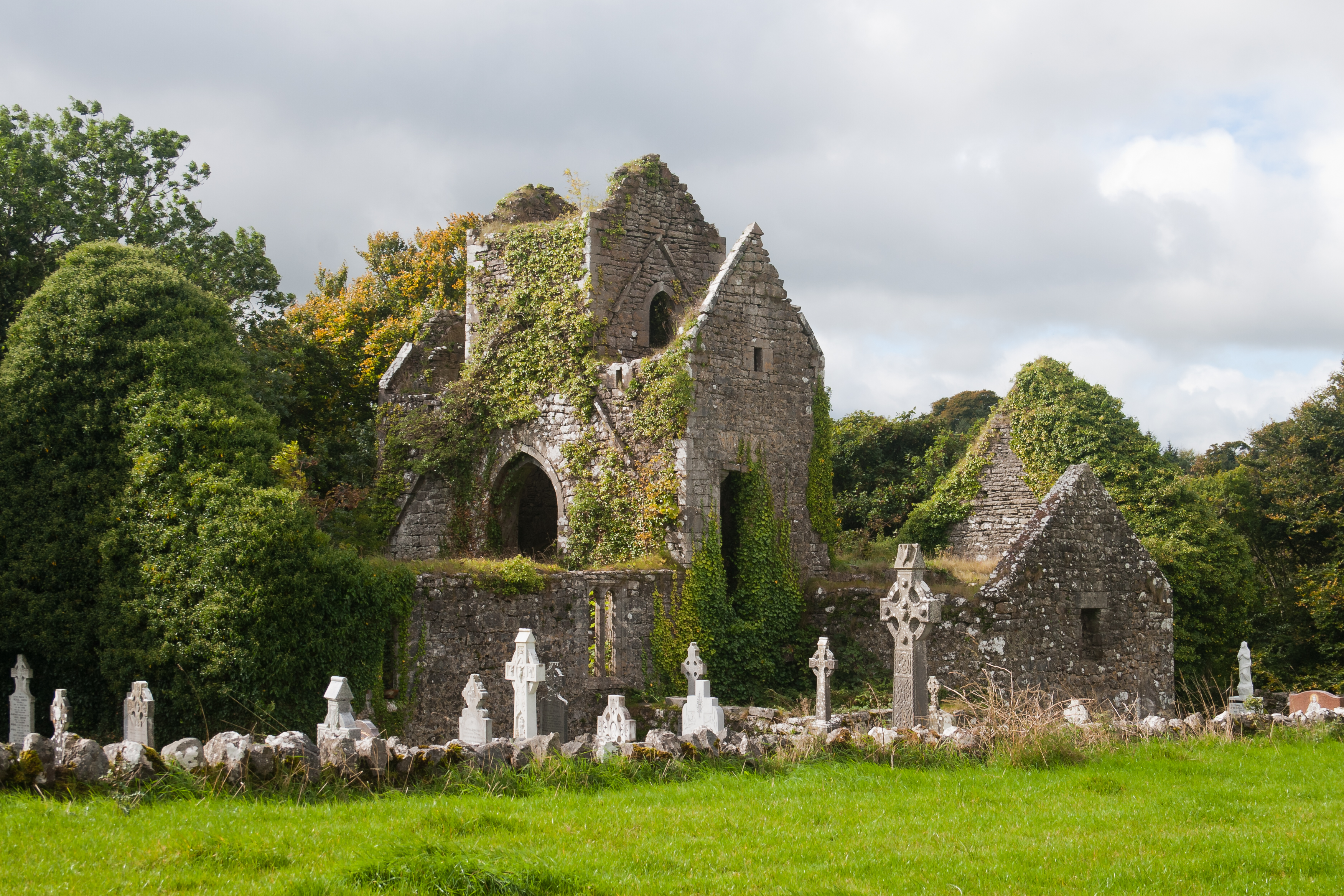
Nordostansicht des Klosters mit, von links nach rechts, dem Chor, dem Turm, dem nördlichen Querschiff und dem Kirchenschiff

Das Kloster Ballindoon (irisch Prióireacht Bhaile an Dúin, englisch Ballindoon Priory) war ein  Maria geweihtes Haus der Dominikaner am nördlichen Ufer des Lough Arrow in County Sligo, das 1507 von Thomas O’Farrell gegründet und um 1585 im Zuge der Reformation aufgehoben wurde.

## Geographische Lage
Während die früheren Gründungen der Dominikaner im 13. Jahrhundert überwiegend in Städten oder kirchlichen Zentren erfolgten, kam es im 15. und 16. Jahrhundert zur Bevorzugung ländlicher und abgeschiedener Gegenden, die eine strikte Einhaltung der mendikanten Ideale erleichterten. Das Kloster liegt am nördlichen Ufer des Lough Arrow nur etwa einen halben Kilometer entfernt von Ballindoon Castle, einer Befestigungsanlage, die 1352 von Hugh O’Conor erobert und zerstört, aber später von den MacDonaghs wieder aufgebaut wurde, die dort zur Zeit der Gründung ihren Sitz hatten. Während auf der Nordost-Seite des Klosters das Gelände langsam ansteigt, fällt es zur Seeseite etwa sechs Meter steil herab.

## Geschichte

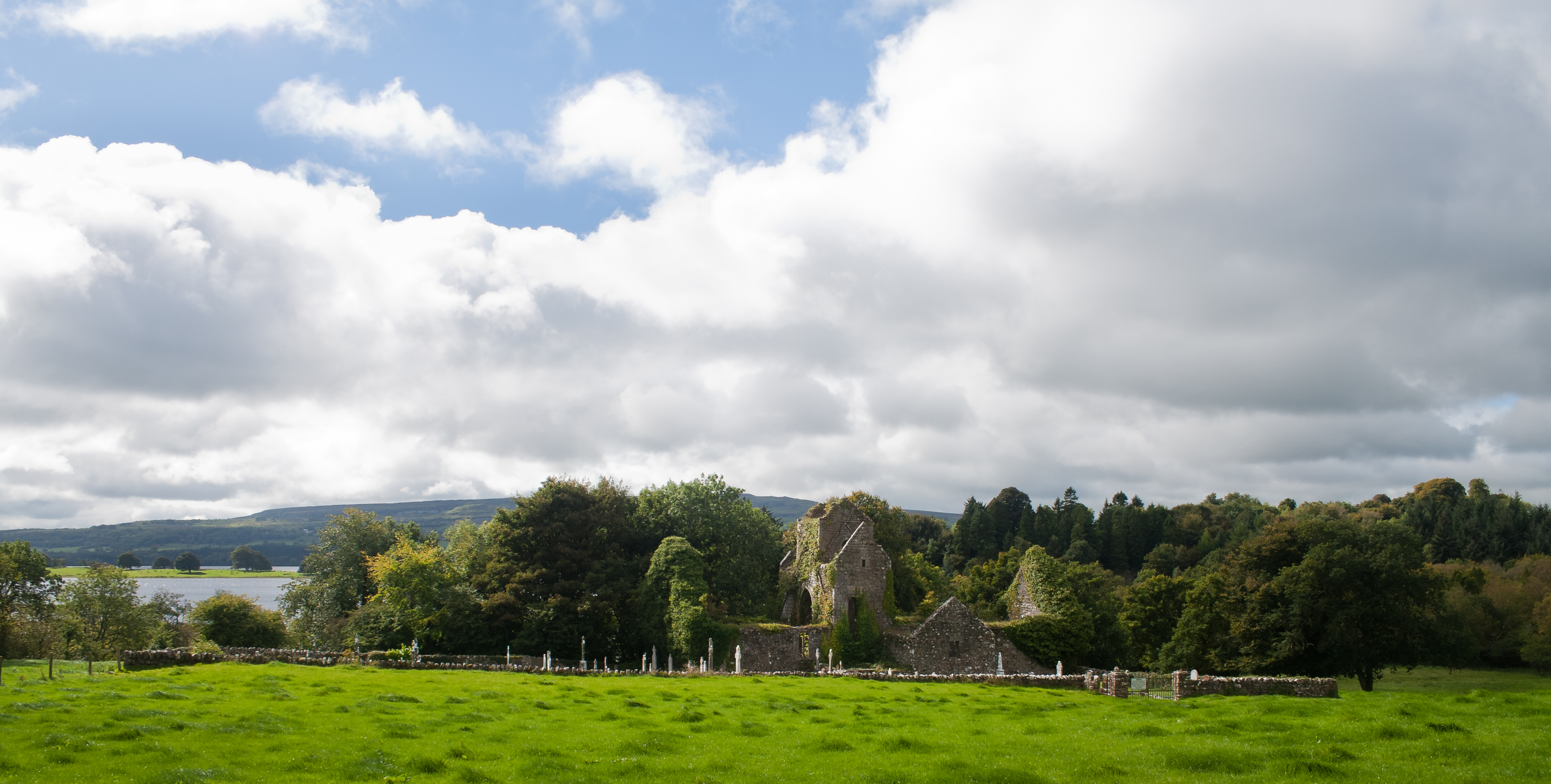
Nordansicht des Klosters mit dem Lough Arrow im Hintergrund

Ballindoon ist die letzte Gründung der Dominikaner in Irland vor der Reformation. Da das Land den MacDonaghs gehörte, gibt der Name des Gründers, Thomas O’Farrell, Rätsel auf, da er der Longford-Familie zugerechnet wird. O’Sullivan weist auf einen Eintrag in den Annalen von Connacht hin, in dem ein Thomas O’Farrell als Prior genannt wird, der zusammen mit seinen drei Söhnen umgebracht wird. Da jedoch die Verbindung eines Amts als Prior mit einem weltlichen Familienleben nur in Form eines Kommendarpriors zulässig wäre, bleibt wieder die Frage offen, wie er so eine Position in einem fremden Herrschaftsgebiet einnehmen konnte.
Bei der Begutachtung wurde 1585 die Kirche, ein Friedhof und etwa vier Acre Land vorgefunden, dessen Wert auf 6 Schilling und 8 Pence geschätzt wurde. Als Melaghlin Oge MacDonagh 1588 verstarb, ging der Besitz als Lehen an seine Witwe. Später fiel Ballindoon an Sir Francis Crofton.

## Architektur
Der Zugang zu dem Kloster erfolgt über einen Durchgang mit einem abgeschrägten Spitzbogen und einer Verdachung an der Außenseite in der Nordwand des Kirchenschiffs. Im Kirchenschiff sind zwei Fenster, das eine mit dreigliedrigem,  gotischem Maßwerk an der Westseite und ein einfacheres, zweigliedriges Fenster mit Kielbögen.

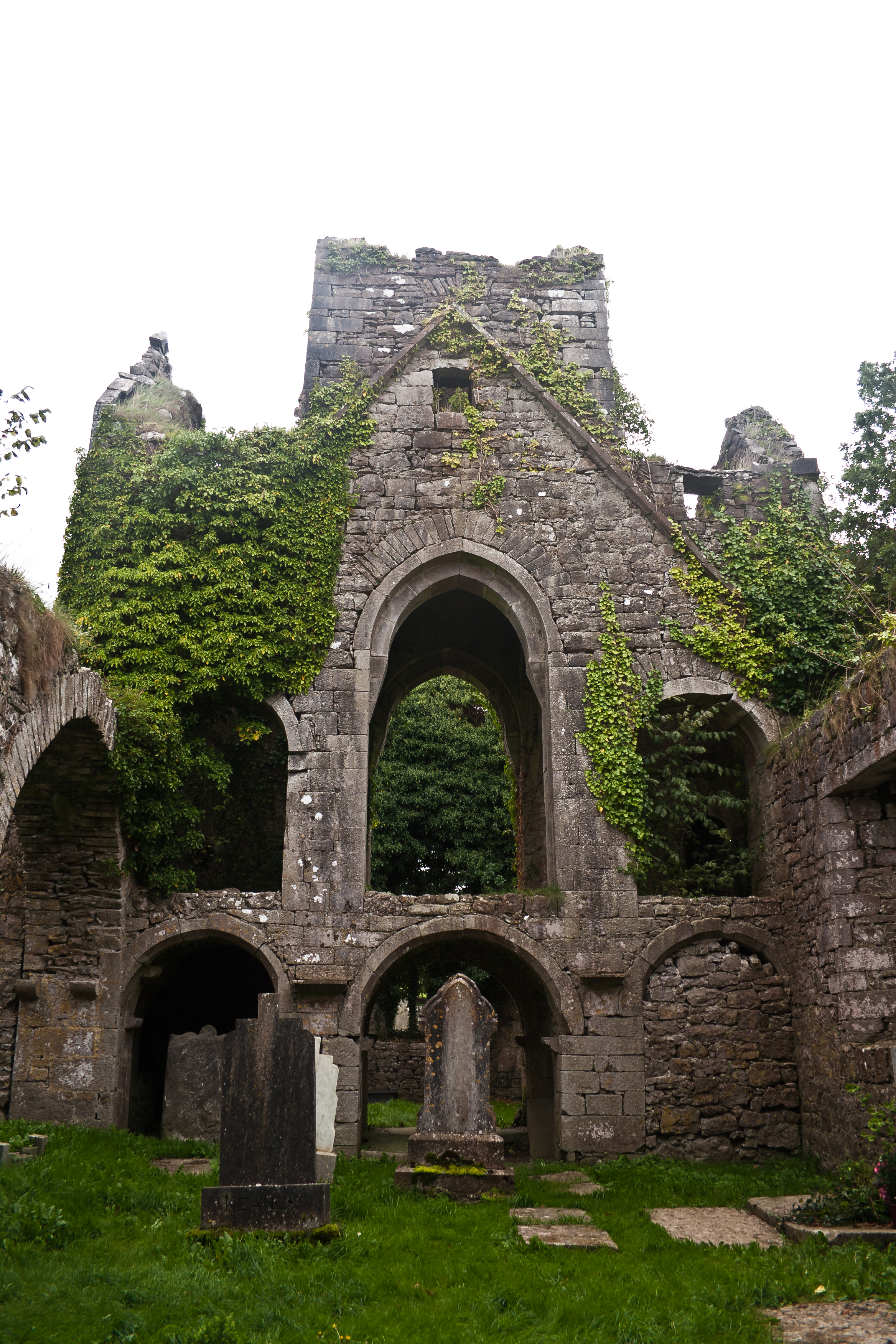
Der Turm vom Kirchenschiff aus gesehen

Das Kloster besticht durch seinen ungewöhnlichen Turm, der, so Leask, wegen seiner geringen Höhe und ungewöhnlichen Form eigentlich kein Turm sei, sondern eher ein Schirm zwischen dem Kirchenschiff und dem Chor, der an seiner Spitze eine Glocke aufnehmen kann, sich aber nur leicht über das übrige Kirchendach erhebt. Er ist ungewöhnlich schmal von West nach Ost und hat Giebel zur Nord- und Südseite und in der Mitte einen erhöhten Bereich, der ebenfalls Giebel nach Westen und Osten hatte. Neben dem mittleren Durchgang zum Chor sind links und rechts zwei Bögen, die offenbar Seitenaltären dienten. Darüber befinden sich ebenfalls drei Öffnungen, die wie eine Galerie wirken. Leask vermutet, dass links und rechts in den Öffnungen Statuen standen und in der Mitte ein Kruzifix, das durch den belichteten Chor dahinter betont wurde. Diese Konstruktion ist in Irland einmalig.
Der Chor hat zwei Fenster an der Nordseite und ein zentrales Fenster an der Ostseite, ähnlich wie das an der Westseite, jedoch viergliedrig ausgeführt. Die schmalen Rundbogenfenster der Nordseite sind ein- bzw. zweigliedrig. An der Südseite ist ein Durchgang, von dem aus eine steinerne Außentreppe erreicht werden kann, die zur Galerie im ersten Obergeschoss des Turms führt.